# Rutidosoma fallax
Rutidosoma fallax är en skalbaggsart som först beskrevs av Otto 1897.  Rutidosoma fallax ingår i släktet Rutidosoma, och familjen vivlar. Arten är reproducerande i Sverige.